# Anglo-Malayan Defense Agreement
Das Anglo-Malayan Defence Agreement war ein Vertrag zwischen Großbritannien und der Föderation Malaya zur Verteidigung der ehemaligen Kolonie durch britische Truppen, der zwischen 1957 und 1971 gültig war.
In ihrem Ziel, den internationalen Verpflichtungen gemäß dem Commonwealth nachzukommen, gingen die Briten eine Vereinbarung über die militärische Verteidigung Malayas ein, die am 12. Oktober 1957 in Kraft trat. Die Vereinbarung löste die seit 1947 bestehende ANZAM ab, die durch australische und neuseeländische Streitkräfte abgesichert worden war.
1959 traten Australien und Neuseeland durch eine Austausch diplomatischer Noten der Vereinbarung formell bei. Die Vereinbarungen des Vertrages wurden im November 1961 für ganz Malaysia, den Nachfolgestaat von Malaya, übernommen und traten am 16. September 1963 in Kraft. 
Der Vertrag wurde 1963 und 1964 im Zuge der Konfrontasi zwischen Malaysia und Indonesien getestet und erwies sich als erfolgreich. Obwohl Singapur sich 1965 unabhängig erklärte, wurde das Anglo-Malayan Defence Agreement auch auf Singapur ausgedehnt. 
Auf einem Treffen im April 1971, an dem Repräsentanten von Großbritannien, Australien, Neuseeland, Malaysia und Singapur teilnahmen, kam man überein, dass die Vereinbarung ab dem 1. November desselben Jahres aufgehoben werden sollte. Sie wurde durch die Five Power Defense Arrangements ersetzt, die nur noch eine Konsultation der zwei südostasiatischen Staaten vorsieht. 